# KPFT
Koordinaten: 29° 53′ 15″ N, 95° 31′ 22″ W
KPFT ist ein US-amerikanischer Hörfunksender und Teil des Pacifica Radio Network. KPFT ist ein nicht kommerzieller, von den Hörern gesponserter Sender, der in Houston, Texas auf der Frequenz 90,1 MHz ausgestrahlt wird.
KPFT ging erstmals am 1. März 1970 mit dem Beatles-Song Here Comes the Sun vom damals brandneuen Abbey-Road-Album auf Sendung.
Der Slogan des Senders ist Radio For Peace – Radio für den Frieden.

## Gewalt gegen den Hörfunksender
Die Sendeanlage von KPFT wurde am 12. Mai 1970, zwei Monate nach Inbetriebnahme, durch einen Bombenanschlag zerstört. Der neue Sender musste anschließend für drei Wochen stillgelegt werden. Fünf Monate später, am 6. Oktober 1970, kam es während der Ausstrahlung des Songs Alice's Restaurant von Arlo Guthrie erneut zu einem Anschlag auf die Sendeanlage. Dieser zweite Anschlag verursachte einen beträchtlich höheren Schaden als der erste und hatte eine dreimonatige Sendeunterbrechung zur Folge.
Am 21. Januar 1971 wurde Guthrie ins KPFT-Studio eingeladen, wo er anlässlich der Wiederaufnahme der Übertragung den Song Alice's Restaurant live spielte.
Nachdem das FBI und die lokale Polizei monatelang passiv geblieben waren, startete Pacifica eine Medienkampagne, um Aufmerksamkeit auf den ungelösten Fall zu lenken und Druck auf die Behörden auszuüben. Schließlich wurde Jimmy Dale Hutto, ein Mitglied des Ku-Klux-Klans, festgenommen und für die Anschläge auf KPFT sowie für geplante Anschläge auf die Sender KPFA in Berkeley und KPFK in Los Angeles angeklagt und zu einer Gefängnisstrafe verurteilt.
In den frühen Morgenstunden des 13. August 2007 wurde ein Schuss ins Studio gefeuert, der ein Fenster zerbrach und knapp den Kopf einer Frau verfehlte. Es gab keine Verletzten. Das Ereignis folgte einer Fundraising-Woche.
Am 16. Juli 2008 verlangte ein Mann Zugang in die KPFT-Studios. Nachdem er abgewiesen worden war, schlug er mit einem Messer eine Scheibe der Hintertüre ein. Der Mann konnte ohne Widerstand festgehalten werden und wurde umgehend verhaftet.
Am 28. Juni 2010 wurde die Stromversorgung der Sendeanlage durchgetrennt, worauf der Sender nur noch online empfangbar war. Der Sachschaden belief sich auf ungefähr 10.000 USD. Die Stromversorgung konnte am nächsten Tag wiederhergestellt und der Sendebetrieb wiederaufgenommen werden.